# La Rivière (Gironda)
La Rivière é uma comuna francesa na região administrativa da Nova Aquitânia, no departamento da Gironda. Estende-se por uma área de 3,22 km². Em 2010 a comuna tinha 428 habitantes (densidade: 132,9 hab./km²).